# Beatrice Gomez
Beatrice Luigi Gallardo Gomez (San Fernando, Cebu, 23 de fevereiro de 1995) é uma modelo e rainha da beleza filipina, vencedora do concurso Miss Universo Filipinas 2021. Ela representou as Filipinas no concurso Miss Universo 2021 em Eilat, Israel.

## Biografia
Gomez nasceu em 23 de fevereiro de 1995 em San Fernando, Cebu. Ela estudou na Universidade de San Jose - Recoletos e se formou em comunicação de massa. Ao mesmo tempo, ela também jogou vôlei na universidade.

## Participação em concursos de beleza

### Miss Mandaue 2015
Gomez está entrando no mundo dos concursos de beleza começou em 2015, quando ela ficou em 2º lugar no concurso Miss Mandaue 2015.

### Binibining Cebu 2020
Gomez representou San Fernando no concurso Binibining Cebu 2020 e ganhou o título, sucedendo Steffi Rose Aberasturi da cidade de Mandaue. Ela também ganhou os prêmios de Melhor em Trajes de Banho, Miss Foton e Miss Body Worx Medical Spa.

### Miss Universo Filipinas 2021
Em 1 de setembro de 2021, em representação da cidade de Cebu, Gomez foi confirmado como um dos trinta delegados no concurso Miss Universo Filipinas 2021.
Durante as finais em 30 de setembro de 2021, Gomez ganhou os prêmios de Melhor em Traje de Banho, Melhor em Vestido de Noite, Miss Cream Silk e Miss Luxxe ImmunPlus Game Changer. No final do evento, Gomez foi coroado pelo Miss Universo Filipinas 2020 Rabiya Mateo como Miss Universo Filipinas 2021.